# Stora Dammsjön (Stora Tuna socken, Dalarna)
Stora Dammsjön är en sjö i Borlänge kommun i Dalarna och ingår i Dalälvens huvudavrinningsområde. Sjön har en area på 0,223 kvadratkilometer och ligger 213,1 meter över havet. Sjön avvattnas av vattendraget Sobäcken.

## Delavrinningsområde
Stora Dammsjön ingår i det delavrinningsområde (669438-147733) som SMHI kallar för Ovan Skommartjärnsb.. Medelhöjden är 248 meter över havet och ytan är 11,2 kvadratkilometer. Det finns inga avrinningsområden uppströms utan avrinningsområdet är högsta punkten. Sobäcken som avvattnar avrinningsområdet har biflödesordning 4, vilket innebär att vattnet flödar genom totalt 4 vattendrag innan det når havet efter 220 kilometer. Avrinningsområdet består mestadels av skog (86 procent). Avrinningsområdet har 0,22 kvadratkilometer vattenytor vilket ger det en sjöprocent på 2 procent.